# Sidi El Ghandour
Sidi El Ghandour (franska: Sidi El Ghandour (CR), Sidi El Ghandour (Commune Rurale), arabiska: ازحيليكة) är en kommun i Marocko.   Den ligger i provinsen Khémisset och regionen Rabat-Salé-Kénitra, i den nordöstra delen av landet, 80 km öster om huvudstaden Rabat. Antalet invånare är 18 587.